# جينو كولاوسي
جينو كولاوسي (بالإيطالية: Gino Colaussi)‏ (مواليد 4 مارس 1914) هو لاعب كرة قدم. يلعب مع منتخب إيطاليا لكرة القدم. سبق له أن لعب في كأس العالم لكرة القدم مع منتخب بلاده.

## روابط خارجية
- جينو كولاوسي على موقع الاتحاد الدولي (مؤرشف)  (الإنجليزية)
- جينو كولاوسي على موقع قاعدة بيانات كرة القدم.إي يو (الإنجليزية)
- جينو كولاوسي على موقع ناشيونال فوتبول تيمز (الإنجليزية)
- جينو كولاوسي على موقع عالم كرة القدم.نت (الإنجليزية)